# Felipe Salomoni
Felipe Salomoni (Vicente López, 28 marzo 2003) è un calciatore argentino, difensore o centrocampista dell'Al-Ain in prestito dal Guaraní.

## Caratteristiche tecniche
Di ruolo terzino sinistro, può giocare anche sulla linea dei centrocampisti.

## Carriera
Salomoni è cresciuto nel settore giovanile del River Plate, con cui ha debuttato il 31 agosto 2023 nell'incontro di Primera División vinto 2-1 contro il Sarmiento (J). Nel novembre seguente ha firmato il suo primo contratto professionistico con i Millonarios.
Il 12 luglio 2023 è stato ceduto a titolo definitivo al Guaraní.

## Statistiche

### Presenze e reti nei club
Statistiche aggiornate al 30 aprile 2024.
| Stagione        | Squadra         | Campionato      | Campionato | Campionato | Coppe nazionali | Coppe nazionali | Coppe nazionali | Coppe continentali | Coppe continentali | Coppe continentali | Altre coppe | Altre coppe | Altre coppe | Totale | Totale | Totale |
| Stagione        | Squadra         | Comp            | Pres       | Reti       | Comp            | Pres            | Reti            | Comp               | Pres               | Reti               | Comp        | Pres        | Reti        | Pres   | Reti   |        |
| --------------- | --------------- | --------------- | ---------- | ---------- | --------------- | --------------- | --------------- | ------------------ | ------------------ | ------------------ | ----------- | ----------- | ----------- | ------ | ------ | ------ |
| 2023            | River Plate     | PD              | 1          | 0          | CdL             | 0               | 0               | CL                 | 0                  | 0                  |             | -           | -           | 1      | 0      |        |
| 2023            | Guaraní         | PD              | 16         | 0          |                 | -               | -               | CS                 | 2                  | 0                  |             | -           | -           | 18     | 0      |        |
| 2024            | Guaraní         | PD              | 14         | 0          |                 | -               | -               |                    | -                  | -                  |             | -           | -           | 14     | 0      |        |
| Totale carriera | Totale carriera | Totale carriera | 31         | 0          |                 | 0               | 0               |                    | 2                  | 0                  |             | -           | -           | 33     | 0      |        |

## Palmarès

### Club

#### Competizioni nazionali
- Campionato argentino: 1

River Plate: 2021